# Franz Christoph von Manteuffel
Franz Christoph von Manteuffel (* 1701 in Neustettin; † 10. Oktober 1759 in Schweidnitz) war ein preußischer Oberst und Regimentschef.

## Leben

### Herkunft
Franz Christoph war ein Angehöriger des Stammes Poplow des pommerschen Adelsgeschlecht Manteuffel. Seine Eltern waren der pommersche Gutsbesitzer Franz Heinrich von Manteuffel (1650–1722) und Elisabeth Esther von der Osten.

### Militärkarriere
Manteuffel trat 1711 in die Preußische Armee ein und war 1712 Fähnrich bei den Grenadieren. Bereits als Kapitän diente er 1722 im Regiment „Prinz Leopold“ und 1729 im Regiment „von Dossow“. Er avancierte 1740 zum Major und 1743 zum Oberstleutnant. Im September 1745 war er bereits Oberst und Kommandeur des Regiments „von Schwerin“. Exakt zwei Jahre später übernahm er Regimentschef das Regiment „von Puttkamer“, welches er bis zu seinem Tod führte.
1729 hatte er sein Erbgut Lümzow verkauft und auch seinen Anteil an Groß Poplow konnte er nicht vererben.

### Familie
Manteuffel vermählte sich mit Maria Margarete von dem Knesebeck. Aus der Ehe gingen zwei Söhne und zwei Töchter hervor:
1. Ewald Christoph († 1745), preußischer Leutnant, in Böhmen im Zweiten Schlesischen Krieg gefallen
2. Friedrich Georg Christian († nach 1764), preußischer Oberst im Regiment „von Hanstein“ ⚭ Barbara Charlotte von Weyher aus dem Hause Langefuhr
3. Dorothea Marie Elisabeth († 1754) ⚭ Melchior Ludwig Wronke von Deminsky, Erbherr auf Demin
4. Friederike Sophie Christiane Wilhelmine (1730–1773) ⚭ 1749 August Leberecht von Manteuffel (1703–1770), Erbherr auf Drosedow und Kummerow